# Ватманський провулок (Одеса)
Ватманський провулок — коротка тупикова вулиця в історичному центрі Одеси, від Водопровідної вулиці.

## Історія
Назву отримав по найменуванню професії водія трамвая в Одесі — «ватман».
Перебував на околиці міста, за трамвайним депо № 1 (колишнє Рішельєвська депо, 1910, арх. Л. Л. Влодек). Довколишній район — «Сахалінчик» — свою назву отримав в XIX столітті через збір туди злочинців перед відправкою їх по етапу.